# Mariluz Villar Otón
Mariluz Villar Otón, ( n. Madrid) es una actriz, escritora,  y periodista española.

## Trayectoria
Empezó como locutora en la SER en Santiago de Compostela a principios de los años 60 en Santiago de Compostela al tiempo que simultaneaba esta ocupación con su trabajo como primera actriz y codirectora en el compostelano grupo de teatro Ditea, del que es cofundadora, puestos que ocupó hasta 1974, siendo considerada una de las pioneras del teatro contemporáneo gallego. Con este grupo gana premios en la categoría de primera actriz como el Hércules de Plata de La Coruña (1966) o La Máscara de Oro de Lugo (1970) En 1978 se traslada a Orense donde empieza a trabajar en la Cadena COPE y en 1983 funda el Estudio de Artes Escénicas de Orense, una academia de teatro que hasta 1996 representará todo tipo de teatro en Orense, Galicia y Portugal, además de recuperar la tradición de los autos sacramentales representados en templos religiosos. Ha impartido clases de arte dramático en diferentes centros y en 1986 formó parte del elenco de la obra A noite vai coma un río en el montaje del Centro Dramático Galego.
Durante toda su carrera ha colaborado en periódicos gallegos como La Voz de Galicia o Faro de Vigo y desde los años 80 colabora asiduamente con el periódico La Región de Orense, donde ha publicado entrevistas, una serie de artículos sobre la problemática de la mujer (1996-2007) y en la actualidad una columna semanal de opinión. Además de ello ha publicado poemarios, recopilaciones periodísticas y libros de relatos cortos.
En 2011 Alejandra Juno publicó Cuando Compostela subió el telón, (Editorial Alvarellos), libro que recoge el trabajo teatral de Mariluz Villar desde 1960 a 1970 en el compostelano grupo de teatro Ditea.

## Obra
- Cauce desnudo 1974. Librería Galí. ABE-4313189506
- Ruega por nosotras, 2002. 554 pp. Deputación de Ourense.  ISBN 84-96011-00-3
- 27 cuentos para despertar, 2004. 200 pp. Deputación de Ourense. ISBN 84-96011-84-4
- Con acento humano, 2011. 320 pp. Deputación de Ourense. ISBN 978-84-92-554-38-6.